# Biblioteca comunale di Casa Professa

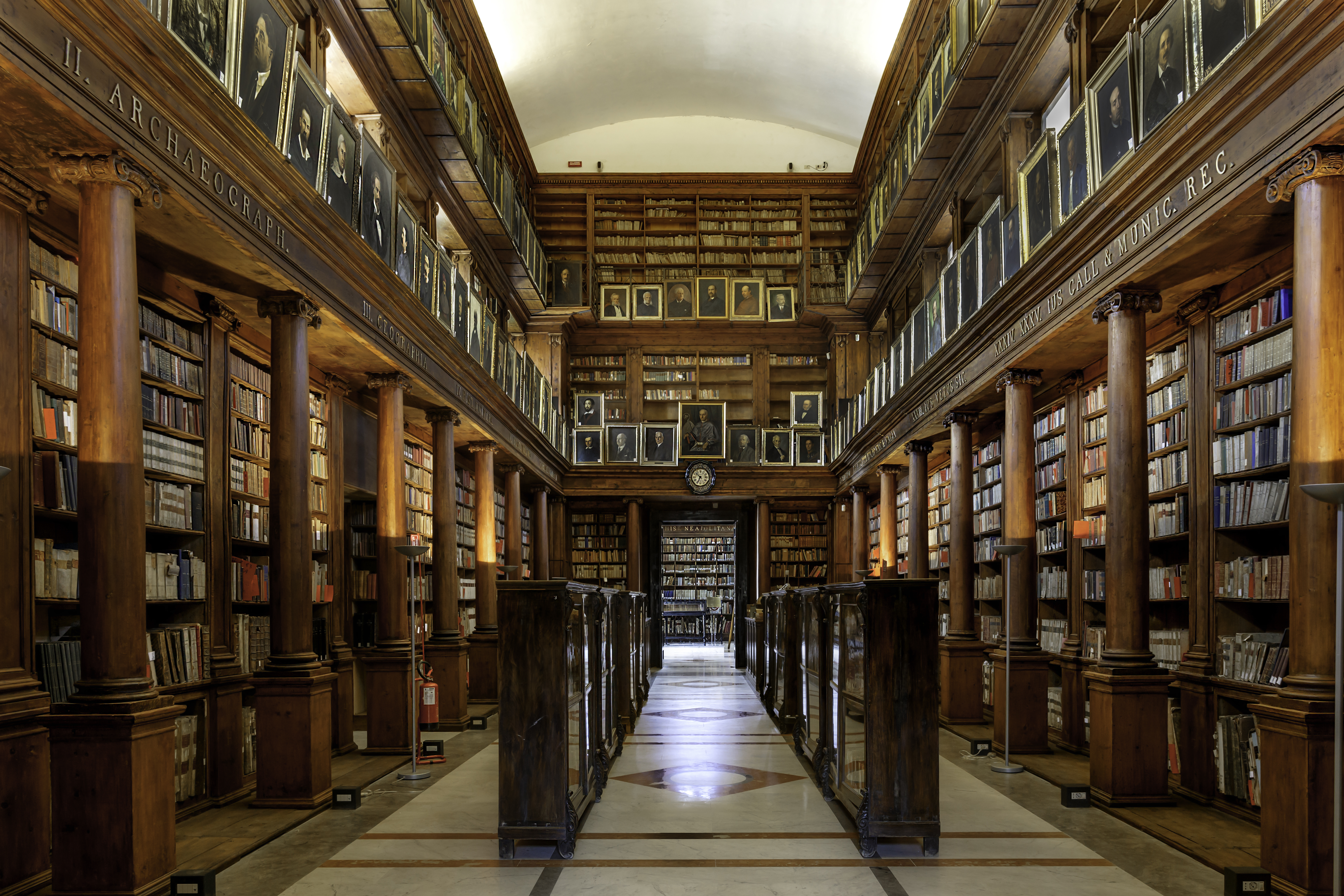
Interno.

La Biblioteca comunale "Leonardo Sciascia" è la biblioteca pubblica di Palermo ubicata nelle strutture di Casa Professa, nel quartiere Ballarò del centro storico di Palermo.

## Storia

### Epoca borbonica
La biblioteca fu fondata per volontà regia e su iniziativa del Senato di Palermo al fine di rendere il sapere accessibile a tutti grazie al fondamentale strumento di ricerca e di supporto all'istruzione ed allo studio costituito da una biblioteca pubblica. La cerimonia inaugurale ebbe luogo nell'aula senatoria del Palazzo Pretorio, l'attuale Sala delle Lapidi, nel settembre 1760.
La Biblioteca ebbe la sua prima sede in una stanzetta del Palazzo Pretorio, ma ben presto il gran numero di donazioni di manoscritti e stampati rese lo spazio insufficiente e fu necessario affittare alcuni locali del palazzo del duca di Castelluccio, accanto alla chiesa di Santa Croce, fino a che l'espulsione dei Gesuiti, avvenuta nel 1767, rese disponibili le case della Compagnia e alla Biblioteca furono assegnati alcuni oratori di Casa Professa.
La nuova sede fu inaugurata il 25 aprile 1775. Il primo bibliotecario della Libreria del Senato fu Domenico Schiavo, mentre ebbe un ruolo fondamentale nella prima metà dell'Ottocento il canonico e naturalista Baldassare Palazzotto, entrato nel 1802 e direttore dal 1826 alla morte nel 1858. Il più noto è certamente Gioacchino Di Marzo che vi operò dal 1857 alla sua morte, avvenuta nel 1916. L'appassionata cura del Di Marzo consentì la valorizzazione e l'incremento delle raccolte alle quali nel 1870, a seguito del regio decreto di soppressione degli ordini religiosi del 1866, si aggiunsero numerosi fondi monastici e conventuali che furono sistemati nella chiesa di San Michele Arcangelo, oggi parte integrante della Biblioteca. Dal 1935 al 1970 fu direttrice della biblioteca Maria Emma Alaimo che seguì la ricostruzione della biblioteca dai danni della Seconda guerra mondiale, promosse la valorizzazione dei suoi fondi storici e ne fece un importatne centro culturale della città.

### Epoca contemporanea
Un primo intervento è stato avviato nel settembre 1997 ed ultimato nel giugno 2005. Un secondo intervento è stato avviato nel 2009 ed ultimato nel dicembre 2016.
Nel 2020 la biblioteca è stata intitolata allo scrittore siciliano Leonardo Sciascia.

## Interni

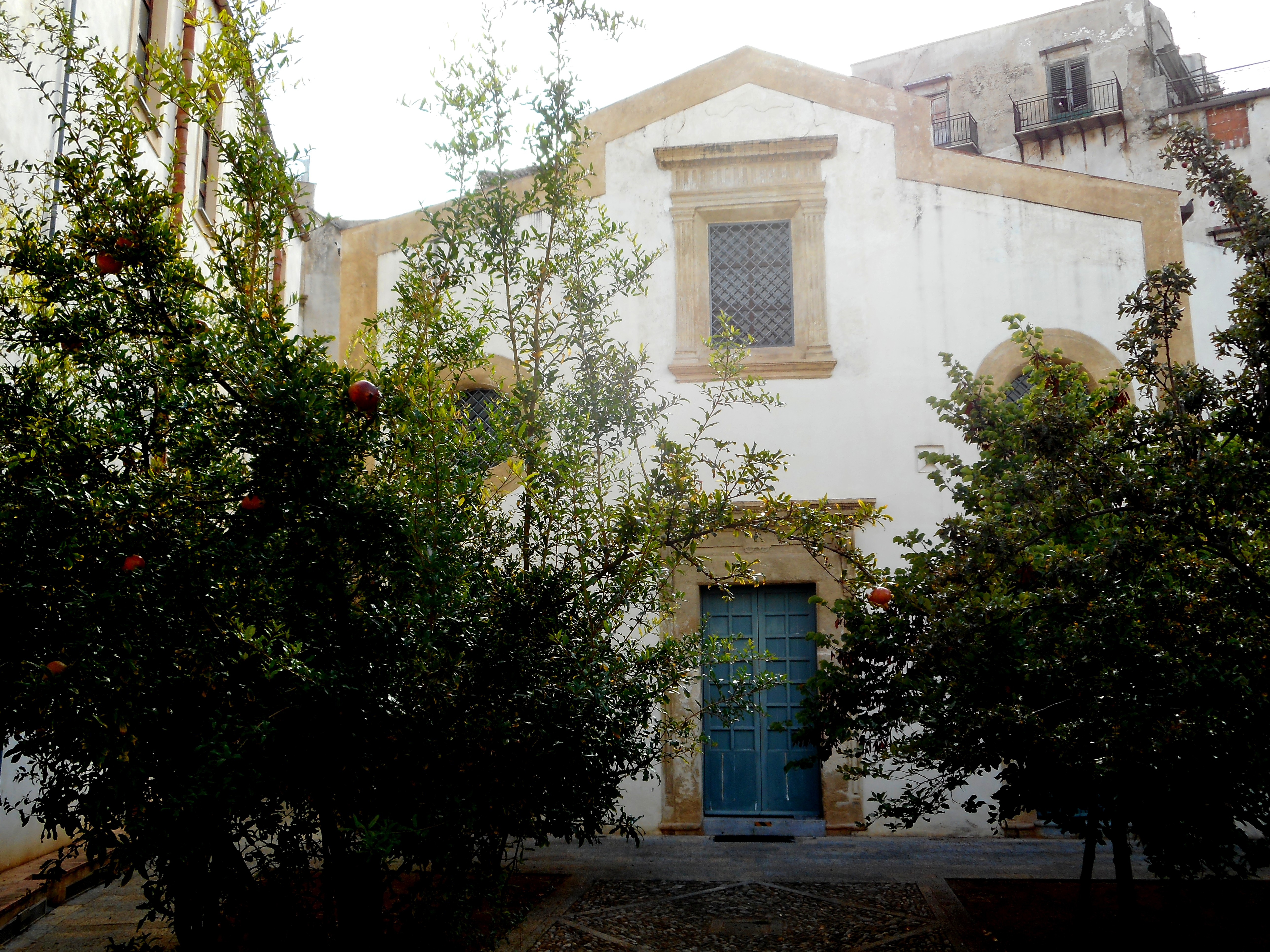
Chiesa dei Santi Crispino e Crispiniano

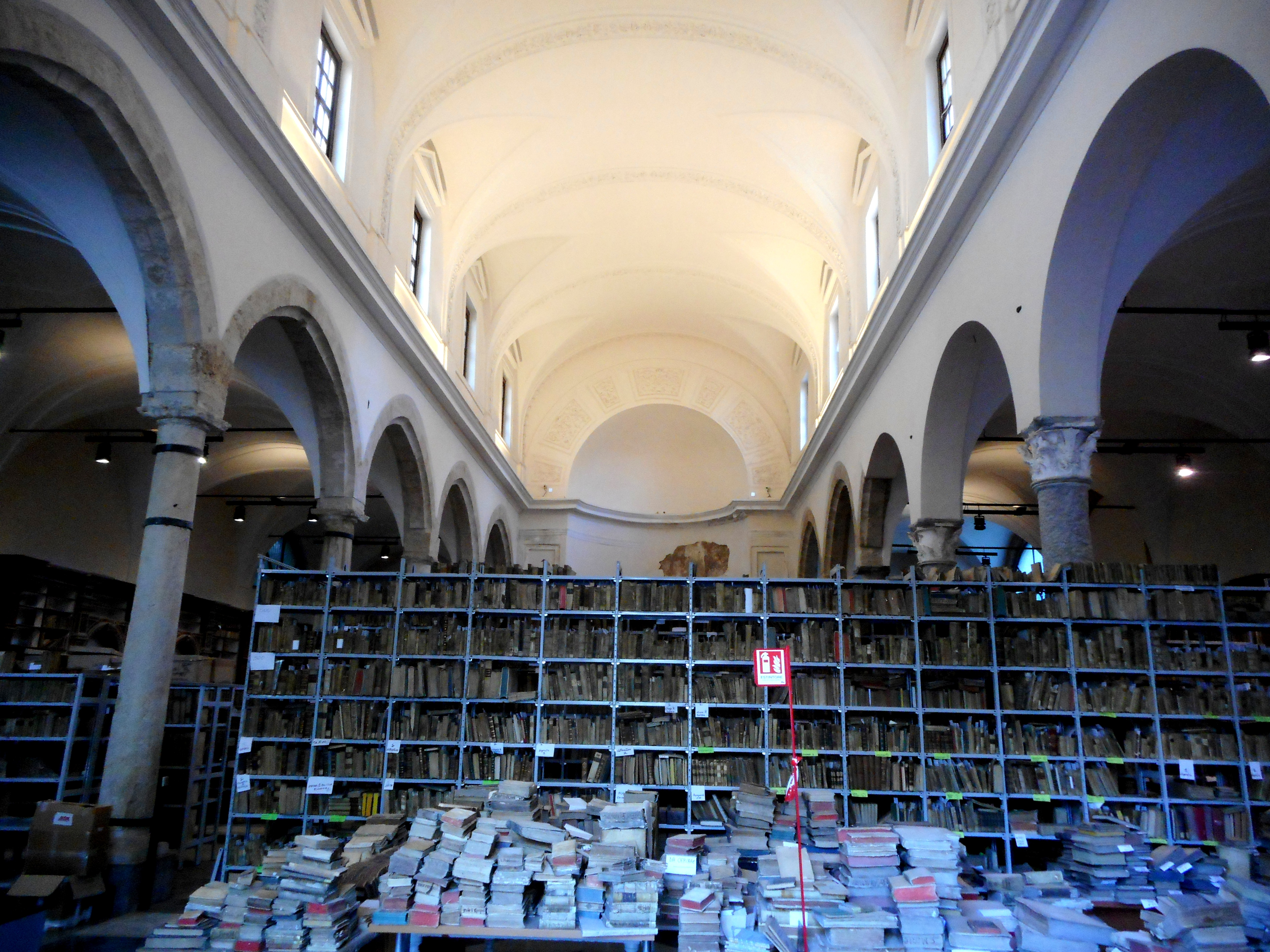
Interno di San Michele Arcangelo

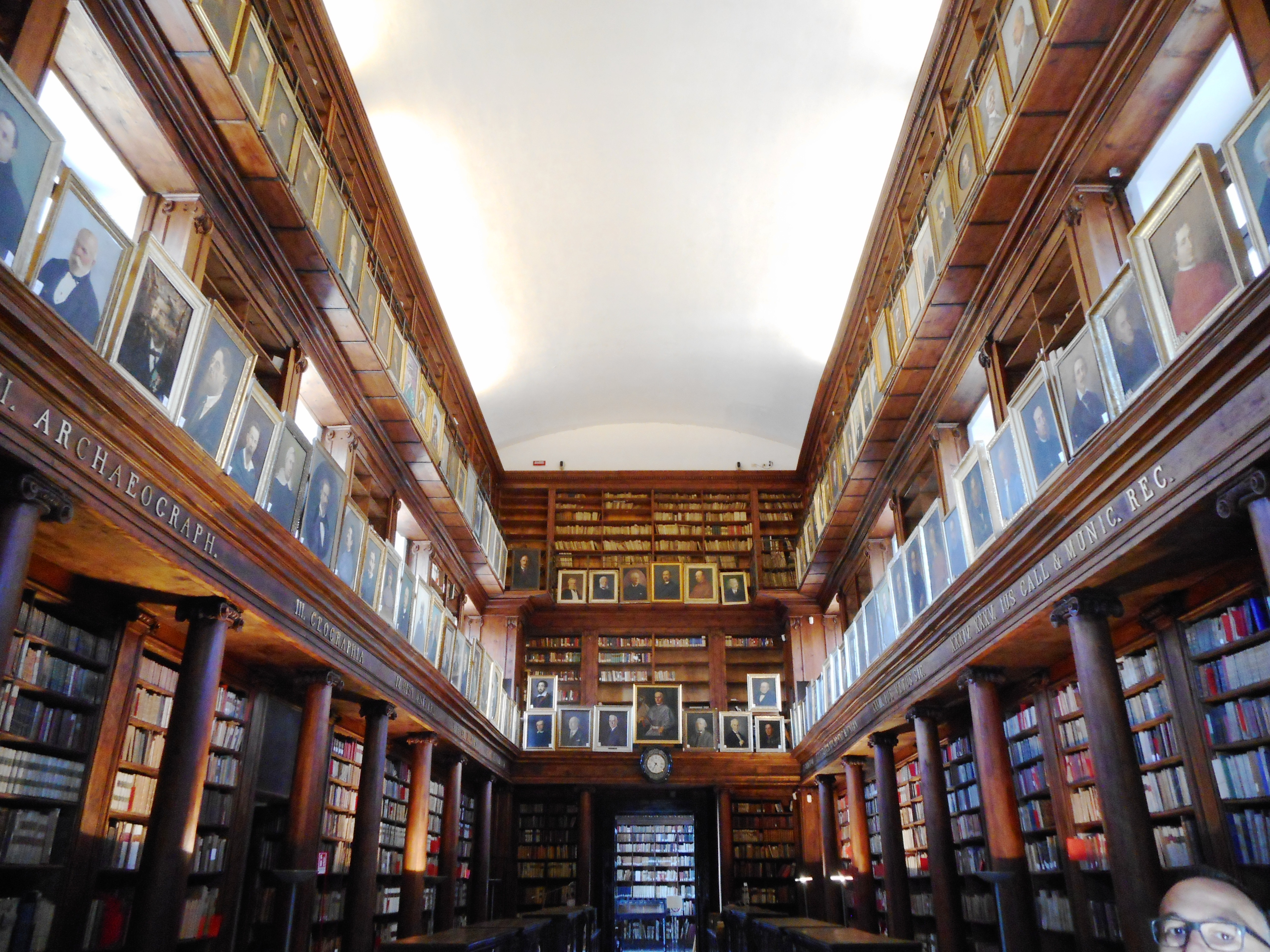
Famedio dei siciliani illustri

L'ingresso alla struttura rimanda alla facciata classica del tempio di Segesta, opera dell'architetto Emanuele Marvuglia.
Tra gli ambienti che costituisco l'interno:
- Sala Amari, ex Cappella della Vergine del complesso Gesuitico, ambiente dedicato a Emerico Amari, giureconsulto che ha lasciato tutta la sua collezione di libri all'istituzione,
- Sale lignee "Schedari" e "Consultazione",
- Sala Cataloghi,
- Sale lettura storiche,
- Sala Preziosi e Rari,
- Emeroteca,
- Famedio o Tempio della fama dei Siciliani illustri, l'ambiente custodisce la collezione di 371 ritratti di Siciliani Illustri, Il nucleo principale di questa raccolta appartiene alla collezione di Agostino Gallo, e fu consegnato nel 1874 dagli eredi alla Biblioteca Comunale. Il resto dei ritratti è stato acquisito nel corso del tempo, ottemperando alla volontà dello stesso Gallo, indicata in una delle clausole previste nell'atto di donazione stipulato presso il notaio.
- Chiesa di San Michele Arcangelo, dal 1870 sottratta al culto e usata per custodire i depositi librari,
- Chiesa dei Santi Crispino e Crispiniano con i pertinenti spazi esterni e locali adiacenti.

Le librerie decorate furono costruite nel XVII secolo e provengono dalla Casa dei Padri Filippini all'Olivella per cui erano state progettate; acquisite dalla Biblioteca Comunale, furono collocate nella chiesa di San Michele Arcangelo.

## Patrimonio
La Biblioteca custodisce oltre al prezioso corpus di codici membranacei e cartacei, circa 66.000 manoscritti, che documentano la storia e la cultura siciliana dal Medioevo al Novecento, e un patrimonio bibliografico di circa 400.000 unità.
Fra i più importanti si ricorda:
- "Martyrologium", il più antico, risalente alla prima metà del XII secolo: un codice liturgico, interessante per le note marginali coeve che si riferiscono ad eventi legati alla vita e alla morte dei sovrani normanni e svevi, e dei membri della loro corte.
- "Constituciones, ordinaciones, capitula, privilegia, pragmatice Sanciones et leges municipales Regni Sicilie", codici dal XIII al XV secolo, raccolta di leggi del Regno di Sicilia dalle Costituzioni federiciane fino ai Capitoli di Ferdinando il Cattolico, testo fondamentale per la ricostruzione della legislazione siciliana medievale.
- "Manuale di Alchimia", testo scientifico, codice della prima metà del XIV secolo, raccolta di testi alchemici del Medioevo europeo, in cui confluiscono le conoscenze di tradizione greca, latina, araba e ebraica.
- "De revolutionibus orbium coelestium" di Niccolò Copernico, rara seconda edizione del 1575 della celeberrima opera, inserita dall'UNESCO nell'elenco delle Memorie del Mondo.
- "Trionfi" di Francesco Petrarca, un'edizione del 1501 stampata su pergamena.
- "Codice Resta", restaurato dall'Istituto Nazionale per la Grafica. Celebre Libro d'arabeschi, di padre Sebastiano Resta. Un volume importantissimo per la storia del collezionismo e per i disegni lì conservati, prodotti dai maggiori protagonisti di scuola tosco-romana del XVI secolo al XVII secolo, a cominciare dagli allievi di Raffaello, Giulio Romano e Perin del Vaga, a Francesco Salviati, Federico Zuccari, il Vignola e Pietro da Cortona, per citare solo i nomi più noti.
- "Codice dei Privilegi di Palermo", raccolta arricchita da miniature a partire dalla seconda metà del XV secolo.[5]

Di notevole interesse i 25 volumi di Diari e i 48 Opuscoli di Francesco Maria Emanuele Gaetani, marchese di Villabianca, che ricostruiscono la vita artistica, culturale, sociale di Palermo e della Sicilia della seconda metà del Settecento. La Biblioteca custodisce, infine, numerosi carteggi (per un totale di circa 60.000 lettere) di personalità, che hanno lasciato un'impronta nella storia politica, culturale, sociale della Sicilia. Tra i più importanti: i politici Emerico Amari e Napoleone Colajanni, gli scrittori Federico De Maria e Luigi Natoli, il botanico Filippo Parlatore.
La Biblioteca custodisce anche il Nummarium, raccolta numismatica ricca di oltre 1.000 monete arabe e normanne, due preziosi mappamondi di inizio Seicento (il globo celeste e quello terrestre) di Matthäus Greuter.
È presente anche il manoscritto autografo dell'opera I puritani di Vincenzo Bellini.

## Modelli e disegni
- 1694, Antiporta, illustrazione in Ignazio De Vio, "Li giorni d'oro di Palermo nella Trionfale Solennità di Santa Rosalia Vergine palermitana Celebrata l'Anno 1693", Pietro Coppola Stamperia Camerale, Palermo, 1694. Originale di Antonio Grano.
- 1770c., Ritratto dell'architetto Venanzio Marvuglia, opera di Gioacchino Martorana.

## Crescita dei fondi
Con i provvedimenti derivanti dall'emanazione delle leggi eversive, la conseguente soppressione di ordini religiosi, confische di beni a conventi e monasteri, confluirono i patrimoni librari dei:
- Convento dei Minimi di San Francesco di Paola,
- Casa dei Teatini di San Giuseppe,
- Convento degli Agostiniani di San Nicola di Tolentino,
- Convento degli Agostiniani Scalzi di San Gregorio,
- Convento dei Mercedari ai Cartari,
- Convento dei Minori di Santa Maria di Gesù,

e parzialmente quelli dei: 
- Convento dei Minori conventuali di San Francesco d'Assisi,
- Convento dei Carmelitani di Maria Santissima di Montesanto,
- Convento dei Carmelitani di Santa Teresa,
- Casa dei Crociferi di Santa Ninfa,
- Monastero dei Basiliani.

Con l'espulsione di Gesuiti si aggiunsero le raccolte provenienti dall'antica Biblioteca di Casa Professa, nel 1870 fu annessa l'imponente scelta di opere manoscritte e a stampa provenienti dalla basilica abbaziale di San Martino delle Scale, centro di vita culturale e religiosa sin dal XIV secolo.
Gioacchino Di Marzo dotò la Biblioteca di cataloghi e di indici topografici e cronologici in grado di agevolare la conoscenza e la fruizione del vasto patrimonio documentario.